# Mansfield Park (película de 2007)
Mansfield Park es una película para televisión de Reino Unido estrenada en 2007. Protagonizada por Billie Piper, Blake Ritson y James D'Arcy.

## Sinopsis
Mansfield Park es una adaptación de la clásica novela de Jane Austen del mismo nombre.

## Reparto
- Billie Piper como Fanny Price.
- Blake Ritson como Edmund Bertram.
- James D'Arcy como Tom Bertram.
- Michelle Ryan como Mary Bertram.
- Rory Kinnear como Rushworth.
- Catherine Steadman como Julia Bertram.
- Hayley Atwell como Mary Crawford.
- Joseph Morgan como Henry Crawford.

## Producción
Se estrenó el 18 de marzo de 2007, en ITV, en Reino Unido como parte de la temporada de Jane Austen. Fue filmado en Newby Hall, North Yorkshire, Inglaterra. Hizo su debut en la televisión en Canadá el 23 de diciembre de 2007 y en los Estados Unidos el 27 de enero de 2008. El drama duró dos horas (incluidas las pausas) en el Reino Unido y 90 minutos sin pausas.